# 1908年ロンドンオリンピックの綱引競技

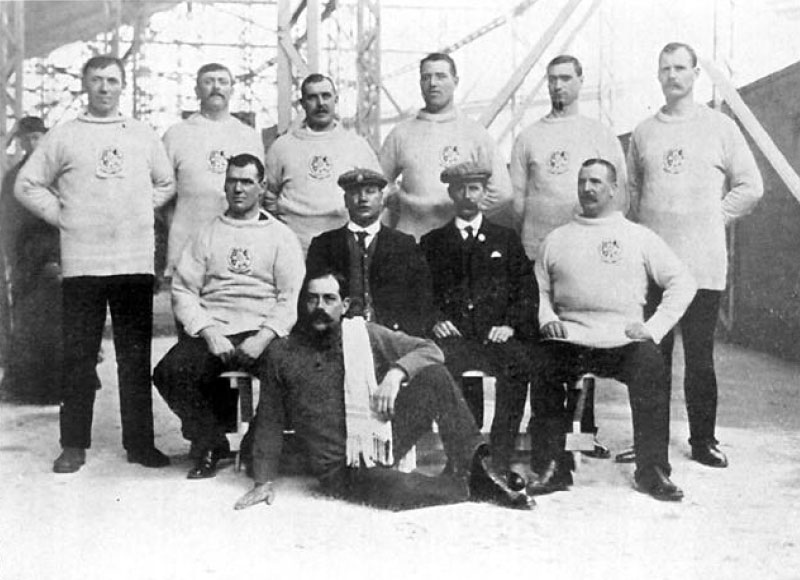
金メダルを獲得したロンドン市警察代表チーム、1908年。

1908年ロンドンオリンピックの綱引競技（1908ねんロンドンオリンピックのつなひききょうぎ）は、ホワイトシティ・スタジアムを会場として1908年7月17日と7月18日に実施された。

## 概要
ロンドンオリンピックの綱引競技には、3カ国から40人（1チーム8人ずつで5チーム）が出場した。当初出場を予定していたドイツ代表チームとギリシャ代表チームが棄権したため、スウェーデン代表チーム及び開催国イギリス代表のうちロンドン市警察代表チームとロンドン警視庁代表チームは、予選を不戦勝で勝ち進むこととなった。
予選で唯一試合が行われたアメリカ代表チームとリバプール市警察代表チームの試合で、トラブルが発生した。アメリカチームは普通の運動靴で試合に臨んでいたが、リバプール市警察代表チームは職務用の底に鋲を打ちつけた靴を履いていたため、勝敗の行方は試合前から明らかだった。この不公平に対してアメリカ代表チームは当然抗議したが、開催国のイギリス人で構成している審判団はそれを認めず、試合はリバプール市警察代表チームが2対0で楽勝した。
準決勝は、リバプール市警察代表チーム対スウェーデン代表チームとロンドン市警察代表チーム対首都警察代表チームの組み合わせで行われた。それぞれリバプール市警察代表チームとロンドン市警察代表チームが2対0で圧勝した。決勝では、ロンドン市警察代表チームが2対0でリバプール市警察代表チームを破って金メダルの栄誉に輝いた。なお、スウェーデン代表チームは3位決定戦を棄権したため、首都警察代表チームが銅メダルを獲得し、全てのメダルをイギリスの各警察代表チームが独占する結果となった。

## 結果
| 順位 | チーム名                               | メンバー |
| ---- | -------------------------------------- | --- |
| 金   | ロンドン市警察代表チーム（イギリス）   | ウィリアム・ヒロンズ フレデリック・グッドフェロー エドワード・バレット ジェームズ・シェパード フレデリック・ハンフリーズ エドウィン・ミルズ アルバート・アイレトン フレデリック・メリマン ジョン・デューク         |
| 銀   | リバプール市警察代表チーム（イギリス） | パトリック・フィルビン ジェームズ・クラーク トーマス・バトラー アレクサンダー・キッド ジョージ・スミス トーマス・スウィンドルハースト ダニエル・マクドナルド・ローウィ ウィリアム・グレギャン チャールズ・フォデン |
| 銅   | 首都警察代表チーム（イギリス）         | ウォルター・タマズ ウィリアム・スレイド アレクサンダー・ムンロー アーネスト・エバージ トーマス・ホームウッド ウォルター・チャーフィ ジェームズ・ウジェット ジョセフ・ドウラー T・J・ウィリアムズ                   |
| 4位  | スウェーデン代表チーム                 | Albrekt Almqwist Frans Fast Carl-Emil Johansson Emil Johansson Knut Johansson Karl Krook Karl-Gustaf Nilsson Anders Wollgarth                                                                                      |
| 5位  | アメリカ代表チーム                     | ウィルバー・バロウズ ウェズリー・コー アーサー・ディアボーン ジョン・フラナガン マーキーズ・ホア マット・マクグラス ラルフ・ローズ リー・タルボット                                                                |